# Blipville
Blipville var en svensk virtuell mötesplats som startades av Thomas Strindberg och Raketspel. Sajten drevs av TV4 och var en systersajt till blip.se (Blip). Spelet rapporterades ha minst 200 000 registrerade användare, 90 000 av dessa besökte sajten varje månad runt 2007. Snittåldern på användarna var 12 år.
Blipville startades först som en mötesplats på Blip med Paradise Hotel-tema, men utökades under 2007 till ett självständigt onlinespel separat från Blip. Både Blip och Blipville lades ner i januari 2011 då antalet användare ansågs vara för få.

## Sheriffer
Blipvilles värdar, vars uppgift var att hålla ordning i spelet, kallades för "sheriffer". Alla sheriffer hade en sheriffstjärna i sin profilinfo. De hade moderatorverktyg och kunde straffa folk som betedde sig illa eller bröt mot Blipvilles regelverk. Vidare hade de också som uppgift att viga användare i Blipville[källa behövs], och de höll tävlingar och andra evenemang för Blipvilles invånare. Sherifferna jobbade inte för TV4 eller Raketspel; de utsågs från vanliga användare baserat på deras förmåga och engagemang på Blipville. Det fanns tre olika sorts sheriffer, i ökande ordning av status: 
- vicesheriffer
- guldsheriffer
- supersheriffer

Sheriffer av högre status var ansvariga för sherifferna under dem.[källa behövs]

## Blipvilles värld
Blipville utspelade sig på en fiktiv ö i Karibien vid namn S:t Blip, inom staden som är lämpligt namngiven Blipville.
Eftersom inga fordon kunde användas var staden helt och hållet byggd av gågator. Navigering gjordes till största del till fots, men det fanns även en Metro som lät användaren  hoppa till vissa zoner snabbare. Användaren  kunde också köpa skateboard eller rullskridskor för snabbare transporter. Snowboards och vattenskotrar var nödvändiga för vissa aktiviteter. Staden var uppdelad i stadsdelar, varje stadsdel med sin egen prägel. De flesta stadsdelar gick att bo i om man köpte en lägenhet.

### Gamla stan: Rackartorget, Stenplan, Hamntrappan m.fl.
"Gamla stan" var en av Blipvilles stadsdelar som tillkom under en uppdatering i maj 2008. Stadsdelen hade ett gammeldags utseende med en strandpromenad, hamn och brygga där man även kunde fiska och tjäna poäng via fisketalangen.

### Nya stan: Purpurtorget, Blåbärstigen, Röda Rosen, Cul-de-sac, Tureplan, m.fl.
"Nya stan" var den första av Blipvilles stadsdelar, tillsammans med Paradise Hotel. Vid Purpurtorget fanns en korvkiosk där användaren kunde tjäna poäng till sin talangnivå genom att sälja korv. Det fanns även en klubb dit flera kändisar brukade komma på besök under kändisbesöken på Blipville. På Stora Torget brukade det finnas en stor rund planterad ring, där det vanligtvis fanns blommor. Varje högtid brukade det finnas olika saker där, så som en halloweenpumpa. Varje jul fanns här en julgran där användare kunde köpa emblem för mynt. 

### Paradise Hotel: Blipkulla, Paradise Hotel, Hotelltorget m.fl.
Tillsammans med "Nya stan" var detta den äldsta av Blipvilles stadsdelar. Paradise Hotel hade flera festlounges samt en stor lounge bredvid en stor pool. Till det fanns även flera hotellrum inne på Paradise Hotel.

### Skogen: Ravinen, Trädkojan, Danska Trappan m.fl.
Stadsdelen "Skogen" låg längre ner från "Nya Stan" och via en grusväg kunde användaren komma till "Ravinen". Därifrån fanns en grusväg som fortsatte till Hotelltorget, utanför Paradise Hotel. Trädkojan var ofta använd av klubbar som deras mötesplats.

### Stranden: Glasskiosken, Jetskibanan, Blippers Paradiset m.fl.
Den nyaste delen av Blipville, "Stranden",  tillkom någon gång under uppdateringar runt tidigt 2010.[källa behövs] Där fanns det bland annat en glasskiosk där användaren kunde servera glass samt en bar. Om användaren  hade badkläder på sig så kunde man gå ut på stranden och ut i vattnet, användaren kunde även åka jetski på vattnet runt omkring.

### Lajvbyn: Slottsparken, Galopperande Grisen, Smedjan m.fl.
"Lajvbyn" tillkom när lajv-talangen introducerades runt 2009. Detta var en medeltidsby, där användaren även skickades iväg på uppdrag där användaren bland annat skulle lavja mot monster för uppdragen eller mot andra. 

### Blipschgl Gasthaus: Liften, Toppstugan, Half-Pipen m.fl.
"Gasthaus" öppnade i början av 2008. Här fanns det flera stora backar användaren kunde åka ned för, om man hade snowboard eller skidor. Samlingsplatserna var "Stora Torget" och "Ravinen", som också var en samlingsplats för användare som ville "trejda" (byta prylar). Dessa platser hade vanligtvis flera hundra besökare per dag.

## Konserter
Blipville marknadsfördes även genom att ägarna organiserade konserter där musikartister bjöds in för att spela i Blipvilles egen klubb. Klubben rymde cirka 120 personer och konserterna blev så populära att de flesta tvingades stanna utanför.

### Framträdanden
- Small Feral Token (12 november 2008)[8]
- MIKE (29 januari 2009)[9]
- Markoolio (4 februari 2009)[2]
- Mojje (februari 2009)[7]
- Dia Psalma (4 mars 2009)[10]
- Sparzanza (7 april 2009)[11][12]
- DEAD BY APRIL (19 maj 2009)[13][14]
- Basshunter (25 september 2009)[15]
- Amy Diamond (20 oktober 2009)[16][17]

## Valuta och medborgarskap
I Blipville fanns en virtuell valuta kallad mynt. Med mynt kunde användaren köpa till exempel lägenheter, möbler, kläder och medborgarskap. Mynt kunde endast betalas i svenska kronor. Betalning gick att göra genom att ringa, skicka sms eller använda kort. En krona motsvarade ungefär fem mynt. Sakerna kostade vanligtvis 50 till 100 mynt. För att få köpa mynt behövde användaren vara 18 år eller ha målsmans tillåtelse. Alla pengar som spelarna betalade gick till TV4 och Raketspel.
Medborgarskap var Blipvilles form av en prenumeration. Det gick att betala för 30, 180 och 365 dagar av medborgarskap, och köpet gjordes med mynt. Medborgarskap gav användaren förtur till vissa händelser i spelet, samt nya kläder och en gratis lägenhet. Medborgarskap var även nödvändigt för många av spelets funktioner, så som att fiska, eftersom endast medborgare kunde köpa fiskespön.[källa behövs]
I början av 2010 infördes Guldmedborgarskap, vilket kostade 50 kronor i månaden och gav användaren 300 mynt samt medborgarskap för den månaden.

## Talanger
"Talangerna" infördes i maj 2009. De var menade att representera och uppmuntra en användares insats i spelets aktiviteter. Det fanns tio nivåer i varje talang som gick att uppnå om man samlade tillräckligt mycket "XP" i de olika talangområdena. Detta gjorde användaren genom att utföra aktiviteter kopplade till den talangen (till exempel att fiska gav användaren XP mot nästa nivå i fisketalangen). När användaren tjänat tillräckligt många XP för nästa nivå behövde användaren besöka talangens "chef", en karaktär som ansvarade för en viss talang, och göra ett uppdrag åt dem. När användaren slutförde uppdraget blev de tilldelade sin nya nivå, samt ett samlarmärke för den nivån. 
"Talangerna" hade en dagskvot som användaren kunde fylla varje dag, vilket blev större varje gång man gick upp i nivå. Efter att dagskvoten var fylld gick det inte att få mer XP i talangen för den dagen på ordinära vis. Det gick dock fortfarande att tjäna "specialpoäng", men det var olika för varje talang hur denna specialpoäng utdelades.
Det fanns fem talanger innan spelet stängdes ner. Dessa var:
- Ranking (kom maj 2009) - Detta var huvudtalangen i Blipville. Rankingsystemet fanns dock långt innan talangerna kom. Användaren kunde fylla dagskvoten genom att vara aktiv, till exempel prata, äta, dansa eller kramas. Nådde användaren 50 000 i rank, vilket var det högsta som gick att uppnå, belönades denne med en staty av sin avatar placerad någonstans i spelets värld.
- Fiske (kom maj 2009) - Denna talang introducerades tillsammans med rankingtalangen. Användaren kunde fylla dagskvoten genom att fiska i spelets hav och sjöar. Fiskar räknades ihop i kilovikt. Hade användaren tur kunde denne få upp något skräp vilket bidrog med poäng.
- Mat (kom juni 2009) - Mattalangen kom kort efter de första talangerna. Användaren kunde fylla dagskvoten genom att servera och leverera mat. Bonuspoäng fick denne  genom att hitta frukt och grönsaker runt om i Blipville, och lämna det till rätt karaktärer. Samtidigt kom också "Luigis Pizzeria", vilket fungerade som en central för den nya talangen.[22]
- Lajv (kom oktober 2009) - Lajvtalangen var den största talangen i spelet i form av innehåll. Talangen var likt ett datorrollspel. En medeltida by skapades utanför staden där användaren kunde köpa vapen och rustningar. Användaren kunde fylla dagskvoten genom att slåss och vinna mot monster. Bonuspoäng fick denne genom att lämna saker som monster tappade till rätt person.
- Skattletare (kom juni 2010) - Den sista talangen som kom. Användaren kunde fylla dagskvoten genom att hitta skatter gömda under marken runt om i staden. Användaren kunde använda metalldetektor för att enklare hitta föremål, och sedan gräva upp med en spade.